# Биляли, Эдона
Эдона Биляли (алб. Edona Bilali; род. 13 июня 1989, Шкодер, Народная Социалистическая Республика Албания) — албанский политический и государственный деятель. Член Социалистической партии Албании. Действующий государственный министр по защите предпринимательства Албании с 18 сентября 2021 года. Депутат Народного собрания Албании (парламента) с 2021 года.

## Биография
Родилась 13 июня 1989 года в Шкодере.
В 2010 году окончила экономический факультет Тиранского университета по специальности деловое администрирование. В 2014 году получила степень магистра в области маркетинга там же. В 2017 году поступила в докторантуру Университета прикладных наук Бургенланда (FH Burgenland) в Австрии со специализацией на международных экономических отношениях и менеджменте.
С 2010 года в течение 11 лет работала преподавателем экономического факультета Тиранского университета. В 2010—2011 годах работала в министерстве финансов Албании. С сентября 2013 года по март 2021 года — администратор и партнёр в консалтинговой компании AZ Consulting.
По результатам парламентских выборов 2021 года избрана депутатом Народного собрания Албании от области Шкодер от Социалистической партии.
18 сентября 2021 года получила пост государственного министра по защите предпринимательства Албании в третьем кабинете премьер-министра Эди Рамы.